# Nerolsäure
Die Nerolsäure ist eine natürlich vorkommende chemische Verbindung, ein Alkadien aus der Gruppe der ungesättigten Carbonsäuren, die Bienen und Ameisen als Pheromon dient.
Nerolsäure  ist die Bezeichnung für die (2Z)-Konfiguration der Geraniumsäure.
Sie zählt zu den methylverzweigten und ungesättigten Fettsäuren mit terpenoider Struktur.

## Eigenschaften
Die Nerolsäure ist eine von sieben Verbindungen, die als Nasonov-Pheromon in Bienen identifiziert wurden. Darunter befinden sich Geraniol, (E)-Citral, (Z)-Citral, (E,E)-Farnesol und Nerol. Nerolsäure, Geraniol und (E,E)-Farnesol kommen in vergleichsweise höheren Konzentrationen vor. Nerolsäure dient Bienen zur Orientierung zum Bienenstock.